# Chloropsina tagalica
Chloropsina tagalica är en tvåvingeart som först beskrevs av Frey 1923.  Chloropsina tagalica ingår i släktet Chloropsina och familjen fritflugor. Inga underarter finns listade i Catalogue of Life.